# Embalse del Linach

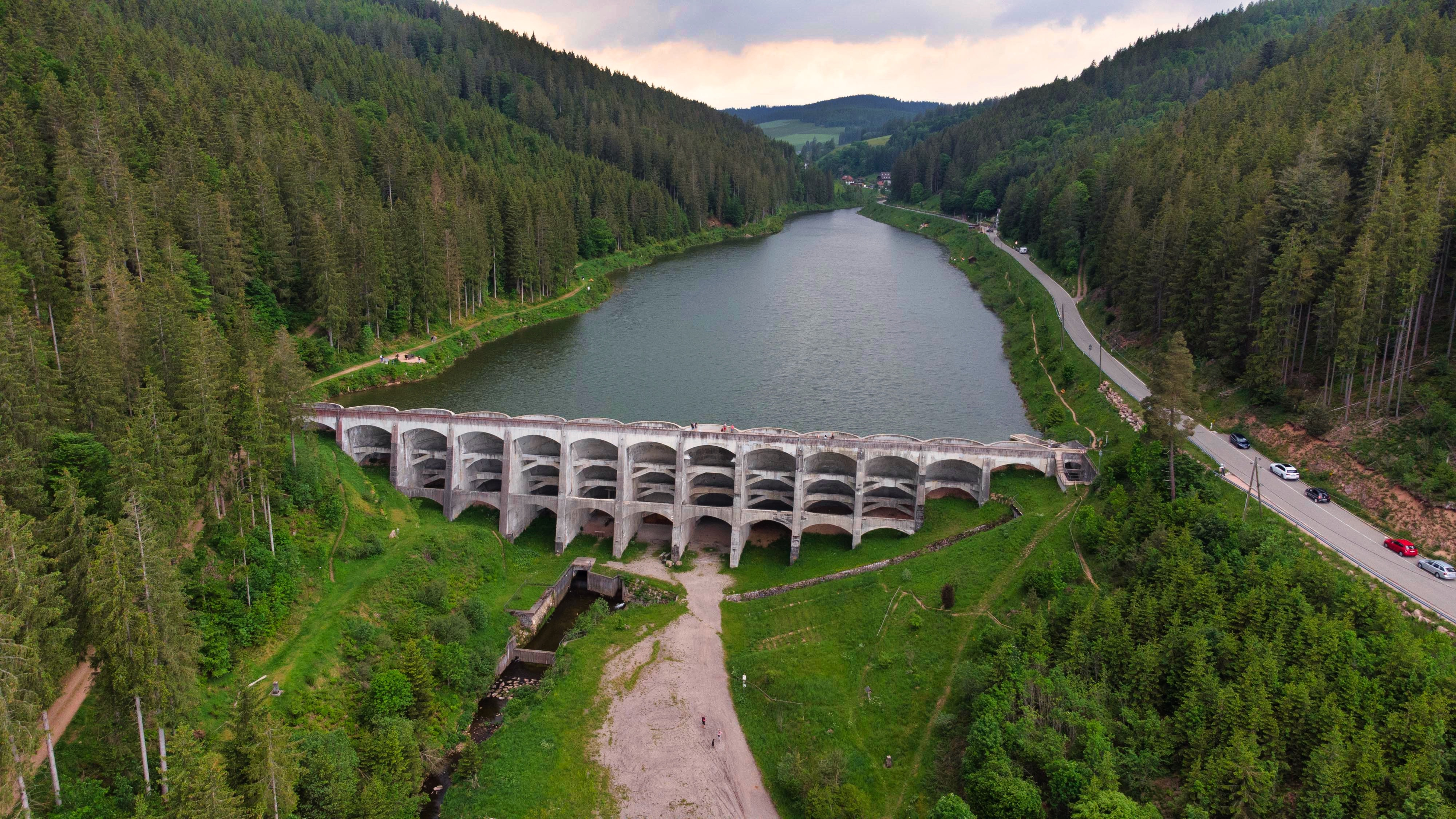
Fotografía del Embalse del Linach.

El Embalse del Linach cerca de Vöhrenbach en la Selva Negra Central en Baden-Wurtemberg, Alemania, embalsa el agua del arroy Linach, un afluente del río Breg. Es un monumento histórico y una atracción turística.

## Historia
En 1921 la ciudad Vöhrenbach decidió de construir un muro de presa. Los trabajos comenzaron en 1922 y en 1925 la presa fue inaugurada en 1925 y en servicio hasta 1969. Entonces la intención era de dejar el muro caer en ruina. Sin embargo, en 2005 el muro fue restaurado y desde 2007 está nuevamente en servicio.

## Detalles
Es un muro recto de una hilera de bóvedas de hormigón armado que tiene una longitud de 143 m.

## Enlaces
- Wikimedia Commons alberga una categoría multimedia sobre Embalse del Linach.
- ¡Bienvenidos al Embalse del Linach!